# Westwood (Kansas)
Westwood is een plaats (city) in de Amerikaanse staat Kansas, en valt bestuurlijk gezien onder Johnson County.

## Demografie
Bij de volkstelling in 2000 werd het aantal inwoners vastgesteld op 1533.
In 2006 is het aantal inwoners door het United States Census Bureau geschat op 1478, een daling van 55 (-3,6%).

## Geografie
Volgens het United States Census Bureau beslaat de plaats een oppervlakte van
1,0 km², geheel bestaande uit land.

## Plaatsen in de nabije omgeving
De onderstaande figuur toont nabijgelegen plaatsen in een straal van 4 km rond Westwood.